# Andre Agassi
Andre Kirk Agassi (Las Vegas, 29 april 1970) is een voormalig tennisser uit de Verenigde Staten van Amerika. Zijn vader is afkomstig uit Iran en van Armeense en Assyrische afkomst.
In 1999 werd Agassi de vijfde speler in de geschiedenis van de tennissport die een career slam won: alle vier de grandslamtoernooien (maar niet in één seizoen): het Australian Open, Roland Garros, Wimbledon en het US Open. In totaal won hij acht grandslamtoernooien en hij staat hiermee op de lijst van grandslamtitels op een gedeelde negende plaats.
Agassi is de eerste speler ooit die alle grandslamtoernooien en de Tennis Masters Cup (de huidige ATP Finals) won, deel uitmaakte van een winnend Davis Cup-team, en een gouden medaille op de Olympische Zomerspelen won (in 2024 voltooide Novak Djokovic dit ook). Daarnaast won hij zeventien Tennis Masters Series-titels. Hoewel hij daarmee recordhouder was toen hij op het US Open 2006 afscheid nam als speler, hebben enkele spelers dat aantal sindsdien overtroffen.

## Persoonlijk
Agassi trouwde op 22 oktober 2001 met de Duitse voormalig toptennisspeelster Steffi Graf, met wie hij twee kinderen kreeg.

## Biografie
Agassi leerde tennis van zijn vader, Mike Agassi, een bokser die ooit op de Olympische Spelen voor Iran uitkwam. Zoon Andre genoot zijn verdere opleiding op de tennisschool van Nick Bollettieri. Aan het begin van zijn carrière viel hij vooral op door zijn voor die tijd kleurrijke kledingkeuze en lange haardos. Het leverde hem de bijnaam Las Vegas Kid op. Alleen op Wimbledon paste hij zijn kledingkeuze aan (hoofdzakelijk wit) omdat de organisatie dat van de spelers vereist.

### Loopbaan
In 1992 won hij zijn eerste grandslamtoernooi op het 'heilige gras' van Wimbledon door in de finale de Kroaat Goran Ivanišević te verslaan. Twee jaar later won hij zijn tweede grandslamtitel op het US Open en het jaar daarop won hij ook het Australian Open. Dat toernooi zou hij in totaal vier keer winnen en daarmee alleen recordhouder worden: hij was in Australië de beste in 1995, 2000, 2001 en 2003. Het US Open won hij tweemaal: in 1994 en 1999, het jaar waarin hij geschiedenis schreef.
Hij werd de tweede man in het open tijdperk (vanaf 1968) en de vijfde aller tijden die alle vier grandslamtoernooien op zijn naam wist te schrijven. Hij won Roland Garros door in een beklijvende finale de Oekraïner Andrej Medvedev in vijf sets te kloppen – het werd 1-6, 2-6, 6-4, 6-3 en 6-4.
Op 3 september 2006 speelde hij zijn laatste wedstrijd. Hij verloor in de derde ronde van het US Open 2006 van Benjamin Becker. Het publiek gaf hem na afloop een staande ovatie.

### Tegenwoordig
Om het nieuwe uitschuifbare dak op 17 mei 2009 in te huldigen, speelde hij nog één keer op Wimbledon in een demonstratiewedstrijd aan de zijde van zijn vrouw Steffi Graf in een dubbelspel tegen de Brit Tim Henman en de Belgische Kim Clijsters. De overwinning ging naar Henman en Clijsters.
Op 28 oktober 2009 werd bekend dat Agassi tijdens zijn loopbaan de drug crystal meth heeft gebruikt. Tevens maakte hij bekend dat zijn woeste haardos een toupet was. Die bekentenissen deed de Amerikaan in zijn in november 2009 uitgegeven autobiografie. In 1997 werd hij ook daadwerkelijk positief bevonden, maar toen wist hij de ATP ervan te overtuigen dat hij het niet opzettelijk had gebruikt.
Tijdens het ATP-toernooi van Newport werd Andre Agassi op 9 juli 2011 opgenomen in de internationale Tennis Hall of Fame.

## Palmares
| Legenda                       |
| ----------------------------- |
| Grand Slam                    |
| Olympische Spelen             |
| Tennis Masters Cup            |
| ATP Masters Series            |
| ATP International Series Gold |
| ATP International Series      |

### Enkelspel
| Nr.                  | Jaar              | Toernooi                     | Ondergrond    | Tegenstander in finale | Score                         | Details |
| -------------------- | ----------------- | ---------------------------- | ------------- | ---------------------- | ----------------------------- | ------- |
| Gewonnen finales     |                   |                              |               |                        |                               |         |
| 1.                   | 29 november 1987  | ATP Itaparica                | Hardcourt     | Luiz Mattar            | 7-6, 6-2                      | Details |
| 2.                   | 21 februari 1988  | ATP Memphis                  | Hardcourt (i) | Mikael Pernfors        | 6-4, 6-4, 7-5                 | Details |
| 3.                   | 1 mei 1988        | ATP Charleston               | Gravel        | Jimmy Arias            | 6-2, 6-2                      | Details |
| 4.                   | 8 mei 1988        | ATP Forest Hills             | Gravel        | Slobodan Živojinović   | 7-5, 7-6, 7-5                 | Details |
| 5.                   | 17 juli 1988      | ATP Stuttgart                | Gravel        | Andrés Gómez           | 6-4, 6-2                      | Details |
| 6.                   | 31 juli 1988      | ATP Stratton Mountain        | Hardcourt     | Paul Annacone          | 6-2, 6-4                      | Details |
| 7.                   | 21 augustus 1988  | ATP Livingston               | Hardcourt     | Jeff Tarango           | 6-2, 6-4                      | Details |
| 8.                   | 8 oktober 1989    | ATP Orlando (1)              | Hardcourt     | Brad Gilbert           | 6-2, 6-1                      | Details |
| 9.                   | 11 februari 1990  | ATP San Francisco (1)        | Tapijt (i)    | Todd Witsken           | 6-1, 6-3                      | Details |
| 10.                  | 25 maart 1990     | ATP Miami (1)                | Hardcourt     | Stefan Edberg          | 6-1, 6-4, 0-6, 6-2            | Details |
| 11.                  | 22 juli 1990      | ATP Washington (1)           | Hardcourt     | Jim Grabb              | 6-1, 6-4                      | Details |
| 12.                  | 18 november 1990  | ATP Tour World Championship  | Tapijt (i)    | Stefan Edberg          | 5-7, 7-6, 7-5, 6-2            | Details |
| 13.                  | 7 april 1991      | ATP Orlando (2)              | Hardcourt     | Derrick Rostagno       | 6-2, 1-6, 6-3                 | Details |
| 14.                  | 21 juli 1991      | ATP Washington (2)           | Hardcourt     | Petr Korda             | 6-3, 6-4                      | Details |
| 15.                  | 3 mei 1992        | ATP Atlanta                  | Gravel        | Pete Sampras           | 7-5, 6-4                      | Details |
| 16.                  | 5 juli 1992       | Wimbledon                    | Gras          | Goran Ivanišević       | 6-7(8), 6-4, 6-4, 1-6, 6-4    | Details |
| 17.                  | 26 juli 1992      | ATP Montreal/Toronto (1)     | Hardcourt     | Ivan Lendl             | 3-6, 6-2, 6-0                 | Details |
| 18.                  | 7 februari 1993   | ATP San Francisco (2)        | Hardcourt (i) | Brad Gilbert           | 6-2, 6-7(4), 6-2              | Details |
| 19.                  | 28 februari 1993  | ATP Scottsdale (1)           | Hardcourt     | Marcos Ondruska        | 6-2, 3-6, 6-3                 | Details |
| 20.                  | 27 februari 1994  | ATP Scottsdale (2)           | Hardcourt     | Luiz Mattar            | 6-4, 6-3                      | Details |
| 21.                  | 31 juli 1994      | ATP Montreal/Toronto (2)     | Hardcourt     | Jason Stoltenberg      | 6-4, 6-4                      | Details |
| 22.                  | 11 september 1994 | US Open (1)                  | Hardcourt     | Michael Stich          | 6-1, 7-6(5), 7-5              | Details |
| 23.                  | 23 oktober 1994   | ATP Wenen                    | Tapijt (i)    | Michael Stich          | 7-6(4), 4-6, 6-2, 6-3         | Details |
| 24.                  | 6 november 1994   | ATP Parijs (1)               | Tapijt (i)    | Marc Rosset            | 6-3, 6-3, 4-6, 7-5            | Details |
| 25.                  | 29 januari 1995   | Australian Open (1)          | Hardcourt     | Pete Sampras           | 4-6, 6-1, 7-6(6), 6-4         | Details |
| 26.                  | 12 februari 1995  | ATP San José (1)             | Hardcourt (i) | Michael Chang          | 6-2, 1-6, 6-3                 | Details |
| 27.                  | 26 maart 1995     | ATP Miami (2)                | Hardcourt     | Pete Sampras           | 3-6, 6-2, 7-6(3)              | Details |
| 28.                  | 23 juli 1995      | ATP Washington (3)           | Hardcourt     | Stefan Edberg          | 6-4, 2-6, 7-5                 | Details |
| 29.                  | 30 juli 1995      | ATP Montreal/Toronto (3)     | Hardcourt     | Pete Sampras           | 3-6, 6-2, 6-3                 | Details |
| 30.                  | 13 augustus 1995  | ATP Cincinnati (1)           | Hardcourt     | Michael Chang          | 7-5, 6-2                      | Details |
| 31.                  | 20 augustus 1995  | ATP New Haven                | Hardcourt     | Richard Krajicek       | 3-6, 7-6(2), 6-3              | Details |
| 32.                  | 31 maart 1996     | ATP Miami (3)                | Hardcourt     | Goran Ivanišević       | 3-0, opgave                   | Details |
| 33.                  | 28 juli 1996      | OS Atlanta                   | Hardcourt     | Sergi Bruguera         | 6-2, 6-3, 6-1                 | Details |
| 34.                  | 11 augustus 1996  | ATP Cincinnati (2)           | Hardcourt     | Michael Chang          | 7-6(4), 6-4                   | Details |
| 35.                  | 15 februari 1998  | ATP San José (2)             | Hardcourt (i) | Pete Sampras           | 6-2, 6-4                      | Details |
| 36.                  | 8 maart 1998      | ATP Scottsdale (3)           | Hardcourt     | Jason Stoltenberg      | 6-4, 7-6(3)                   | Details |
| 37.                  | 26 juli 1998      | ATP Washington (4)           | Hardcourt     | Scott Draper           | 6-2, 6-0                      | Details |
| 38.                  | 2 augustus 1998   | ATP Los Angeles (1)          | Hardcourt     | Tim Henman             | 6-4, 6-4                      | Details |
| 39.                  | 25 oktober 1998   | ATP Ostrava                  | Tapijt (i)    | Ján Krošlák            | 6-2, 3-6, 6-3                 | Details |
| 40.                  | 11 april 1999     | ATP Hongkong                 | Hardcourt     | Boris Becker           | 6-7(4), 6-4, 6-4              | Details |
| 41.                  | 6 juni 1999       | Roland Garros                | Gravel        | Andrej Medvedev        | 1-6, 2-6, 6-4, 6-3, 6-4       | Details |
| 42.                  | 22 augustus 1999  | ATP Washington (5)           | Hardcourt     | Jevgeni Kafelnikov     | 7-6(3), 6-1                   | Details |
| 43.                  | 12 september 1999 | US Open (2)                  | Hardcourt     | Todd Martin            | 6-4, 6-7(5), 6-7(2), 6-3, 6-2 | Details |
| 44.                  | 7 november 1999   | ATP Parijs (2)               | Tapijt (i)    | Marat Safin            | 7-6(1), 6-2, 4-6, 6-4         | Details |
| 45.                  | 30 januari 2000   | Australian Open (2)          | Hardcourt     | Jevgeni Kafelnikov     | 3-6, 6-3, 6-2, 6-4            | Details |
| 46.                  | 28 januari 2001   | Australian Open (3)          | Hardcourt     | Arnaud Clément         | 6-4, 6-2, 6-2                 | Details |
| 47.                  | 18 maart 2001     | ATP Indian Wells             | Hardcourt     | Pete Sampras           | 7-6(5), 7-5, 6-1              | Details |
| 48.                  | 1 april 2001      | ATP Miami (4)                | Hardcourt     | Jan-Michael Gambill    | 7-6(4), 6-1, 6-0              | Details |
| 49.                  | 29 juli 2001      | ATP Los Angeles (2)          | Hardcourt     | Pete Sampras           | 6-4, 6-2                      | Details |
| 50.                  | 10 maart 2002     | ATP Scottsdale (4)           | Hardcourt     | Juan Balcells          | 6-2, 7-6(2)                   | Details |
| 51.                  | 31 maart 2002     | ATP Miami (5)                | Hardcourt     | Roger Federer          | 6-3, 6-3, 3-6, 6-4            | Details |
| 52.                  | 12 mei 2002       | ATP Rome                     | Gravel        | Tommy Haas             | 6-3, 6-3, 6-0                 | Details |
| 53.                  | 28 juli 2002      | ATP Los Angeles (3)          | Hardcourt     | Jan-Michael Gambill    | 6-2, 6-4                      | Details |
| 54.                  | 20 oktober 2002   | ATP Madrid                   | Hardcourt (i) | Jiří Novák             | Walk-over                     | Details |
| 55.                  | 26 januari 2003   | Australian Open (4)          | Hardcourt     | Rainer Schüttler       | 6-2, 6-2, 6-1                 | Details |
| 56.                  | 16 februari 2003  | ATP San José (3)             | Hardcourt (i) | Davide Sanguinetti     | 6-3, 6-1                      | Details |
| 57.                  | 30 maart 2003     | ATP Miami (6)                | Hardcourt     | Carlos Moyá            | 6-3, 6-3                      | Details |
| 58.                  | 27 april 2003     | ATP Houston                  | Gravel        | Andy Roddick           | 3-6, 6-3, 6-4                 | Details |
| 59.                  | 8 augustus 2004   | ATP Cincinnati (3)           | Hardcourt     | Lleyton Hewitt         | 6-3, 3-6, 6-2                 | Details |
| 60.                  | 31 juli 2005      | ATP Los Angeles (4)          | Hardcourt     | Gilles Müller          | 6-4, 7-5                      | Details |
| Verloren finales     |                   |                              |               |                        |                               |         |
| 1.                   | 26 april 1987     | ATP Seoel                    | Hardcourt     | Jim Grabb              | 6-1, 4-6, 2-6                 | Details |
| 2.                   | 25 september 1988 | ATP Los Angeles (1)          | Hardcourt     | Mikael Pernfors        | 2-6, 5-7                      | Details |
| 3.                   | 21 mei 1989       | ATP Rome                     | Gravel        | Alberto Mancini        | 3-6, 6-4, 6-2, 6-7, 1-6       | Details |
| 4.                   | 11 maart 1990     | ATP Indian Wells (1)         | Hardcourt     | Stefan Edberg          | 4-6, 7-5, 6-7, 6-7            | Details |
| 5.                   | 10 juni 1990      | Roland Garros (1)            | Gravel        | Andrés Gómez           | 3-6, 6-2, 4-6, 4-6            | Details |
| 6.                   | 9 september 1990  | US Open (1)                  | Hardcourt     | Pete Sampras           | 4-6, 3-6, 2-6                 | Details |
| 7.                   | 9 juni 1991       | Roland Garros (2)            | Gravel        | Jim Courier            | 6-3, 4-6, 6-2, 1-6, 4-6       | Details |
| 8.                   | 20 mei 1994       | ATP Miami (1)                | Hardcourt     | Pete Sampras           | 7-5, 3-6, 3-6                 | Details |
| 9.                   | 12 maart 1995     | ATP Indian Wells (2)         | Hardcourt     | Pete Sampras           | 5-7, 3-6, 5-7                 | Details |
| 10.                  | 16 april 1995     | ATP Tokio-1                  | Hardcourt     | Jim Courier            | 4-6, 3-6                      | Details |
| 11.                  | 7 mei 1995        | ATP Atlanta                  | Gravel        | Michael Chang          | 2-6, 7-6(6), 4-6              | Details |
| 12.                  | 10 september 1995 | US Open (2)                  | Hardcourt     | Pete Sampras           | 4-6, 3-6, 6-4, 5-7            | Details |
| 13.                  | 18 februari 1996  | ATP San José (1)             | Hardcourt (i) | Pete Sampras           | 2-6, 3-6                      | Details |
| 14.                  | 29 maart 1998     | ATP Miami (2)                | Hardcourt     | Marcelo Ríos           | 5-7, 3-6, 4-6                 | Details |
| 15.                  | 3 mei 1998        | ATP München                  | Gravel        | Thomas Enqvist         | 7-6(4), 6-7(6), 3-6           | Details |
| 16.                  | 23 augustus 1998  | ATP Indianapolis             | Hardcourt     | Àlex Corretja          | 6-2, 2-6, 3-6                 | Details |
| 17.                  | 4 oktober 1998    | Grand Slam Cup               | Hardcourt (i) | Marcelo Ríos           | 4-6, 6-2, 6-7, 7-5, 3-6       | Details |
| 18.                  | 11 oktober 1998   | ATP Bazel                    | Tapijt (i)    | Tim Henman             | 4-6, 3-6, 6-3, 4-6            | Details |
| 19.                  | 4 juli 1999       | Wimbledon                    | Gras          | Pete Sampras           | 3-6, 4-6, 5-7                 | Details |
| 20.                  | 1 augustus 1999   | ATP Los Angeles (2)          | Hardcourt     | Pete Sampras           | 6-7(3), 6-7(1)                | Details |
| 21.                  | 28 november 1999  | ATP Tour World Championships | Hardcourt (i) | Pete Sampras           | 1-6, 5-7, 4-6                 | Details |
| 22.                  | 20 augustus 2000  | ATP Washington               | Hardcourt     | Àlex Corretja          | 2-6, 3-6                      | Details |
| 23.                  | 3 december 2000   | Tennis Masters Cup           | Hardcourt (i) | Gustavo Kuerten        | 4-6, 4-6, 4-6                 | Details |
| 24.                  | 4 maart 2001      | ATP San José (2)             | Hardcourt (i) | Greg Rusedski          | 3-6, 4-6                      | Details |
| 25.                  | 3 maart 2002      | ATP San José (3)             | Hardcourt (i) | Lleyton Hewitt         | 6-4, 6-7(6), 6-7(4)           | Details |
| 26.                  | 8 september 2002  | US Open (3)                  | Hardcourt     | Pete Sampras           | 3-6, 4-6, 7-5, 4-6            | Details |
| 27.                  | 16 november 2003  | Tennis Masters Cup           | Hardcourt     | Roger Federer          | 3-6, 0-6, 4-6                 | Details |
| 28.                  | 31 oktober 2004   | ATP Stockholm                | Hardcourt (i) | Thomas Johansson       | 6-3, 3-6, 6-7(4)              | Details |
| 29.                  | 14 augustus 2005  | ATP Montreal/Toronto         | Hardcourt     | Rafael Nadal           | 3-6, 6-4, 2-6                 | Details |
| 30.                  | 11 september 2005 | US Open (4)                  | Hardcourt     | Roger Federer          | 3-6, 6-2, 6-7(1), 1-6         | Details |
| Gewonnen challengers |                   |                              |               |                        |                               |         |
| 1.                   | 30 november 1997  | Burbank                      | Hardcourt     | Sargis Sargsian        | 6-2, 6-1                      |         |

### Dubbelspel
| Nr.                              | Jaar             | Toernooi             | Ondergrond | Partner         | Tegenstanders in finale        | Score     | Details |
| -------------------------------- | ---------------- | -------------------- | ---------- | --------------- | ------------------------------ | --------- | ------- |
| Gewonnen finales herendubbelspel |                  |                      |            |                 |                                |           |         |
| 1.                               | 15 augustus 1993 | ATP Cincinnati       | Hardcourt  | Petr Korda      | Stefan Edberg Henrik Holm      | 7-6, 6-4  | Details |
| Verloren finales herendubbelspel |                  |                      |            |                 |                                |           |         |
| 1.                               | 26 juli 1992     | ATP Montreal/Toronto | Hardcourt  | John McEnroe    | Patrick Galbraith Danie Visser | 4-6, 4-6  | Details |
| 2.                               | 11 april 1999    | ATP Hongkong         | Hardcourt  | David Wheaton   | James Greenhalgh Grant Silcock | Walk-over | Details |
| 3.                               | 20 augustus 2000 | ATP Washington       | Hardcourt  | Sargis Sargsian | Alex O'Brien Jared Palmer      | 5-7, 1-6  | Details |

## Onderscheidingen
- 1988: ATP Most Improved Player (ATP Meest Verbeterde Speler van het Jaar)
- 1992: BBC's Overseas Sports Personality (BBCs Buitenlandse Sportpersoonlijkheid van het Jaar)
- 1995: Arthur Ashe Humanitarian of the Year
- 1998: ATP Most Improved Player (ATP Meest Verbeterde Speler van het Jaar)
- 1999: ATP Player of the Year (ATP Speler van het Jaar)
- 2001: Arthur Ashe Humanitarian of the Year
- 2011: International Tennis Hall of Fame

## Resultaten grandslamtoernooien
| Legenda | Legenda                          |
| ------- | -------------------------------- |
| g.t.    | geen toernooi gehouden           |
| l.c.    | lagere categorie                 |
| –       | niet deelgenomen                 |
| G       | uitgeschakeld in de groepsfase   |
| 1R      | uitgeschakeld in de eerste ronde |
| 2R      | uitgeschakeld in de tweede ronde |
| 3R      | uitgeschakeld in de derde ronde  |
| 4R      | uitgeschakeld in de vierde ronde |
| KF      | uitgeschakeld in de kwartfinale  |
| HF      | uitgeschakeld in de halve finale |
| F       | de finale verloren               |
| W       | het toernooi gewonnen            |
| w-v     | winst/verlies-balans             |

### Enkelspel
| Grandslamtoernooien |                  |                  |                  |                  |                                                         |                                                         |                                                         |                                                         |                                                         |                                                         |                                                         |                                                         |                                                         |                                                         |                                                         |                                                         |                                                         |                                                         |                                                         |                                                         |                                                         |                     |                     |
| Australian Open | –                | –                | –                | –                | –                                                       | –                                                       | –                                                       | –                                                       | –                                                       | W                                                       | HF                                                      | –                                                       | 4R                                                      | 4R                                                      | W                                                       | W                                                       | –                                                       | W                                                       | HF                                                      | KF                                                      | –                                                       | 4 / 9               | 48-5                |
| Roland Garros | –                | 2R               | HF               | 3R               | F                                                       | F                                                       | HF                                                      | –                                                       | 2R                                                      | KF                                                      | 2R                                                      | –                                                       | 1R                                                      | W                                                       | 2R                                                      | KF                                                      | KF                                                      | KF                                                      | 1R                                                      | 1R                                                      | –                                                       | 1 / 17              | 51-16               |
| Wimbledon | –                | 1R               | –                | –                | –                                                       | KF                                                      | W                                                       | KF                                                      | 4R                                                      | HF                                                      | 1R                                                      | –                                                       | 2R                                                      | F                                                       | HF                                                      | HF                                                      | 2R                                                      | 4R                                                      | –                                                       | –                                                       | 3R                                                      | 1 / 14              | 46-13               |
| US Open | 1R               | 1R               | HF               | HF               | F                                                       | 1R                                                      | KF                                                      | 1R                                                      | W                                                       | F                                                       | HF                                                      | 4R                                                      | 4R                                                      | W                                                       | 2R                                                      | KF                                                      | F                                                       | HF                                                      | KF                                                      | F                                                       | 3R                                                      | 2 / 21              | 79-19               |
| winst-verlies | 0-1              | 1-3              | 10-2             | 7-2              | 12-2                                                    | 10-3                                                    | 16-2                                                    | 4-2                                                     | 11-2                                                    | 22-3                                                    | 11-4                                                    | 3-1                                                     | 7-4                                                     | 23-2                                                    | 14-3                                                    | 20-3                                                    | 11-3                                                    | 19-3                                                    | 9-3                                                     | 10-3                                                    | 4-2                                                     | 8 / 61              | 224–53              |
| Tennis Masters Cup |                  |                  |                  |                  |                                                         |                                                         |                                                         |                                                         |                                                         |                                                         |                                                         |                                                         |                                                         |                                                         |                                                         |                                                         |                                                         |                                                         |                                                         |                                                         |                                                         |                     |                     |
| Masters Cup | –                | –                | G                | G                | W                                                       | HF                                                      | –                                                       | –                                                       | HF                                                      | –                                                       | G                                                       | –                                                       | G                                                       | F                                                       | F                                                       | G                                                       | G                                                       | F                                                       | –                                                       | G                                                       | –                                                       | 1 / 13              | 22-20               |
| Olympische Spelen |                  |                  |                  |                  |                                                         |                                                         |                                                         |                                                         |                                                         |                                                         |                                                         |                                                         |                                                         |                                                         |                                                         |                                                         |                                                         |                                                         |                                                         |                                                         |                                                         |                     |                     |
| Olympische Spelen | g.t.             | g.t.             | –                | geen toernooi    | geen toernooi                                           | geen toernooi                                           | –                                                       | geen toernooi                                           | geen toernooi                                           | geen toernooi                                           | W                                                       | geen toernooi                                           | geen toernooi                                           | geen toernooi                                           | –                                                       | geen toernooi                                           | geen toernooi                                           | geen toernooi                                           | –                                                       | g.t.                                                    | g.t.                                                    | 1 / 1               | 6-0                 |
| Grand Slam Cup |                  |                  |                  |                  |                                                         |                                                         |                                                         |                                                         |                                                         |                                                         |                                                         |                                                         |                                                         |                                                         |                                                         |                                                         |                                                         |                                                         |                                                         |                                                         |                                                         |                     |                     |
| Grand Slam Cup | geen toernooi    | geen toernooi    | geen toernooi    | geen toernooi    | –                                                       | –                                                       | 1R                                                      | –                                                       | KF                                                      | –                                                       | 1R                                                      | –                                                       | F                                                       | KF                                                      | geen toernooi                                           | geen toernooi                                           | geen toernooi                                           | geen toernooi                                           | geen toernooi                                           | geen toernooi                                           | geen toernooi                                           | 0 / 5               | 4-5                 |
| Grand Prix Championship Series / ATP Championship Series, Single-Week / Super 9 / Tennis Masters Series / ATP Masters Series |                  |                  |                  |                  |                                                         |                                                         |                                                         |                                                         |                                                         |                                                         |                                                         |                                                         |                                                         |                                                         |                                                         |                                                         |                                                         |                                                         |                                                         |                                                         |                                                         |                     |                     |
| Indian Wells | g.t.             | –                | HF               | KF               | F                                                       | 3R                                                      | 3R                                                      | 2R                                                      | 2R                                                      | F                                                       | KF                                                      | 1R                                                      | KF                                                      | –                                                       | 1R                                                      | W                                                       | 1R                                                      | –                                                       | HF                                                      | KF                                                      | 3R                                                      | 1 / 17              | 36-15               |
| Miami | –                | 1R               | 3R               | 1R               | W                                                       | 4R                                                      | 2R                                                      | 4R                                                      | F                                                       | W                                                       | W                                                       | 2R                                                      | F                                                       | 2R                                                      | HF                                                      | W                                                       | W                                                       | W                                                       | 4R                                                      | HF                                                      | –                                                       | 6 / 19              | 61-13               |
| Monte Carlo | –                | –                | –                | –                | –                                                       | 2R                                                      | –                                                       | –                                                       | 1R                                                      | –                                                       | 3R                                                      | –                                                       | 2R                                                      | –                                                       | –                                                       | –                                                       | –                                                       | –                                                       | –                                                       | –                                                       | –                                                       | 0 / 4               | 2-4                 |
| Rome | –                | 2R               | KF               | F                | –                                                       | 1R                                                      | –                                                       | –                                                       | 2R                                                      | –                                                       | –                                                       | –                                                       | –                                                       | 3R                                                      | 3R                                                      | 1R                                                      | W                                                       | 1R                                                      | –                                                       | HF                                                      | –                                                       | 1 / 11              | 24-10               |
| Hamburg | –                | –                | –                | –                | 3R                                                      | –                                                       | 2R                                                      | –                                                       | –                                                       | KF                                                      | –                                                       | –                                                       | –                                                       | –                                                       | –                                                       | 2R                                                      | –                                                       | –                                                       | –                                                       | 1R                                                      | –                                                       | 0 / 5               | 5-5                 |
| Stockholm | –                | –                | –                | KF               | 2R                                                      | –                                                       | –                                                       | –                                                       | KF                                                      | lagere categorie                                        | lagere categorie                                        | lagere categorie                                        | lagere categorie                                        | lagere categorie                                        | lagere categorie                                        | lagere categorie                                        | lagere categorie                                        | lagere categorie                                        | lagere categorie                                        | lagere categorie                                        | lagere categorie                                        | 0 / 3               | 4-3                 |
| Essen | geen toernooi    | geen toernooi    | geen toernooi    | geen toernooi    | geen toernooi                                           | geen toernooi                                           | geen toernooi                                           | geen toernooi                                           | geen toernooi                                           | 3R                                                      | geen toernooi                                           | geen toernooi                                           | geen toernooi                                           | geen toernooi                                           | geen toernooi                                           | geen toernooi                                           | geen toernooi                                           | geen toernooi                                           | geen toernooi                                           | geen toernooi                                           | geen toernooi                                           | 0 / 1               | 1-1                 |
| Stuttgart Indoor | g.t.             | g.t.             | lagere categorie | lagere categorie | lagere categorie                                        | lagere categorie                                        | lagere categorie                                        | lagere categorie                                        | lagere categorie                                        | lagere categorie                                        | KF                                                      | 1R                                                      | 3R                                                      | HF                                                      | 3R                                                      | 2R                                                      | geen toernooi                                           | geen toernooi                                           | geen toernooi                                           | geen toernooi                                           | geen toernooi                                           | 0 / 6               | 7-6                 |
| Madrid | geen toernooi    | geen toernooi    | geen toernooi    | geen toernooi    | geen toernooi                                           | geen toernooi                                           | geen toernooi                                           | geen toernooi                                           | geen toernooi                                           | geen toernooi                                           | geen toernooi                                           | geen toernooi                                           | geen toernooi                                           | geen toernooi                                           | geen toernooi                                           | geen toernooi                                           | W                                                       | –                                                       | HF                                                      | –                                                       | –                                                       | 1 / 2               | 7-1                 |
| Montreal/Toronto | –                | –                | –                | HF               | KF                                                      | 2R                                                      | W                                                       | KF                                                      | W                                                       | W                                                       | –                                                       | –                                                       | HF                                                      | HF                                                      | 1R                                                      | 1R                                                      | –                                                       | KF                                                      | 2R                                                      | F                                                       | –                                                       | 3 / 14              | 38-11               |
| Cincinnati | –                | –                | –                | –                | 3R                                                      | 3R                                                      | 3R                                                      | HF                                                      | –                                                       | W                                                       | W                                                       | 1R                                                      | 2R                                                      | HF                                                      | 2R                                                      | 1R                                                      | KF                                                      | –                                                       | W                                                       | –                                                       | –                                                       | 3 / 13              | 31-10               |
| Parijs | lagere categorie | lagere categorie | lagere categorie | –                | –                                                       | –                                                       | 2R                                                      | –                                                       | W                                                       | –                                                       | 2R                                                      | –                                                       | KF                                                      | W                                                       | –                                                       | –                                                       | KF                                                      | –                                                       | –                                                       | –                                                       | –                                                       | 2 / 6               | 14-4                |
| winst-verlies | 0-0              | 1-2              | 8-3              | 12-5             | 14-5                                                    | 4-6                                                     | 9-5                                                     | 9-4                                                     | 19-5                                                    | 23-3                                                    | 16-4                                                    | 0-4                                                     | 16-7                                                    | 16-5                                                    | 8-6                                                     | 12-5                                                    | 21-3                                                    | 9-2                                                     | 16-4                                                    | 16-4                                                    | 1-1                                                     | 17 / 101            | 230-83              |
| ATP Championship Series / ATP International Series Gold                                                                      |                  |                  |                  |                  |                                                         |                                                         |                                                         |                                                         |                                                         |                                                         |                                                         |                                                         |                                                         |                                                         |                                                         |                                                         |                                                         |                                                         |                                                         |                                                         |                                                         |                     |                     |
| Barcelona | lagere categorie | lagere categorie | lagere categorie | lagere categorie | –                                                       | KF                                                      | 2R                                                      | KF                                                      | –                                                       | –                                                       | –                                                       | –                                                       | –                                                       | –                                                       | –                                                       | –                                                       | –                                                       | –                                                       | –                                                       | –                                                       | –                                                       | 0 / 3               | 4-3                 |
| Brussel Indoor | lagere categorie | lagere categorie | lagere categorie | g.t.             | –                                                       | 1R                                                      | 2R                                                      | geen toernooi                                           | geen toernooi                                           | geen toernooi                                           | geen toernooi                                           | geen toernooi                                           | geen toernooi                                           | geen toernooi                                           | geen toernooi                                           | geen toernooi                                           | geen toernooi                                           | geen toernooi                                           | geen toernooi                                           | geen toernooi                                           | geen toernooi                                           | 0 / 2               | 1-2                 |
| Dubai | geen toernooi    | geen toernooi    | geen toernooi    | geen toernooi    | geen toernooi                                           | geen toernooi                                           | geen toernooi                                           | lagere categorie                                        | lagere categorie                                        | lagere categorie                                        | lagere categorie                                        | lagere categorie                                        | lagere categorie                                        | lagere categorie                                        | lagere categorie                                        | –                                                       | –                                                       | –                                                       | –                                                       | HF                                                      | 2R                                                      | 0 / 2               | 4-2                 |
| Indianapolis | lagere categorie | lagere categorie | lagere categorie | lagere categorie | KF                                                      | 3R                                                      | –                                                       | –                                                       | –                                                       | –                                                       | 2R                                                      | KF                                                      | F                                                       | –                                                       | –                                                       | –                                                       | –                                                       | lagere categorie                                        | lagere categorie                                        | lagere categorie                                        | lagere categorie                                        | 0 / 5               | 10-5                |
| Memphis | lagere categorie | lagere categorie | lagere categorie | lagere categorie | lagere categorie                                        | –                                                       | –                                                       | KF                                                      | –                                                       | –                                                       | 2R                                                      | 2R                                                      | –                                                       | –                                                       | –                                                       | –                                                       | –                                                       | –                                                       | –                                                       | –                                                       | –                                                       | 0 / 3               | 2-3                 |
| New Haven | geen toernooi    | geen toernooi    | geen toernooi    | geen toernooi    | –                                                       | –                                                       | –                                                       | HF                                                      | 2R                                                      | W                                                       | –                                                       | –                                                       | –                                                       | geen toernooi                                           | geen toernooi                                           | geen toernooi                                           | geen toernooi                                           | geen toernooi                                           | geen toernooi                                           | geen toernooi                                           | geen toernooi                                           | 1 / 3               | 9-2                 |
| Philadelphia | lagere categorie | lagere categorie | lagere categorie | lagere categorie | 3R                                                      | –                                                       | –                                                       | –                                                       | –                                                       | HF                                                      | –                                                       | –                                                       | –                                                       | geen toernooi                                           | geen toernooi                                           | geen toernooi                                           | geen toernooi                                           | geen toernooi                                           | geen toernooi                                           | geen toernooi                                           | geen toernooi                                           | 0 / 2               | 4-2                 |
| Sydney Indoor | lagere categorie | lagere categorie | lagere categorie | lagere categorie | –                                                       | KF                                                      | 3R                                                      | –                                                       | –                                                       | geen toernooi                                           | geen toernooi                                           | geen toernooi                                           | geen toernooi                                           | geen toernooi                                           | geen toernooi                                           | geen toernooi                                           | geen toernooi                                           | geen toernooi                                           | geen toernooi                                           | geen toernooi                                           | geen toernooi                                           | 0 / 2               | 3-2                 |
| Tokio Indoor | hogere categorie | hogere categorie | hogere categorie | l.c.             | –                                                       | KF                                                      | –                                                       | –                                                       | –                                                       | –                                                       | geen toernooi                                           | geen toernooi                                           | geen toernooi                                           | geen toernooi                                           | geen toernooi                                           | geen toernooi                                           | geen toernooi                                           | geen toernooi                                           | geen toernooi                                           | geen toernooi                                           | geen toernooi                                           | 0 / 1               | 2-1                 |
| Tokio Outdoor | lagere categorie | lagere categorie | lagere categorie | lagere categorie | –                                                       | –                                                       | –                                                       | –                                                       | –                                                       | F                                                       | –                                                       | –                                                       | –                                                       | –                                                       | –                                                       | –                                                       | –                                                       | –                                                       | –                                                       | –                                                       | –                                                       | 0 / 1               | 4-1                 |
| Washington | lagere categorie | lagere categorie | lagere categorie | lagere categorie | W                                                       | W                                                       | 2R                                                      | 3R                                                      | 3R                                                      | W                                                       | 3R                                                      | 2R                                                      | W                                                       | W                                                       | F                                                       | HF                                                      | HF                                                      | lagere categorie                                        | lagere categorie                                        | lagere categorie                                        | lagere categorie                                        | 5 / 13              | 38-8                |
| winst-verlies | nvt              | nvt              | nvt              | nvt              | 8-2                                                     | 12-5                                                    | 2-4                                                     | 9-4                                                     | 1-2                                                     | 17-2                                                    | 1-3                                                     | 3-3                                                     | 9-1                                                     | 5-0                                                     | 4-1                                                     | 3-1                                                     | 3-1                                                     | 0-0                                                     | 0-0                                                     | 3-1                                                     | 1-1                                                     | 6 / 37              | 81-31               |
| Nabisco Grand Prix / ATP World Series / ATP International Series                                                             |                  |                  |                  |                  |                                                         |                                                         |                                                         |                                                         |                                                         |                                                         |                                                         |                                                         |                                                         |                                                         |                                                         |                                                         |                                                         |                                                         |                                                         |                                                         |                                                         |                     |                     |
| Adelaide | –                | –                | –                | –                | –                                                       | –                                                       | –                                                       | –                                                       | –                                                       | –                                                       | –                                                       | –                                                       | HF                                                      | –                                                       | –                                                       | –                                                       | –                                                       | –                                                       | –                                                       | –                                                       | –                                                       | 0 / 1               | 3-1                 |
| Atlanta | geen toernooi    | geen toernooi    | geen toernooi    | geen toernooi    | geen toernooi                                           | geen toernooi                                           | W                                                       | –                                                       | KF                                                      | F                                                       | –                                                       | 2R                                                      | –                                                       | –                                                       | 2R                                                      | 1R                                                      | geen toernooi                                           | geen toernooi                                           | geen toernooi                                           | geen toernooi                                           | geen toernooi                                           | 1 / 6               | 13-5                |
| Bazel | –                | HF               | –                | –                | –                                                       | –                                                       | –                                                       | –                                                       | –                                                       | –                                                       | –                                                       | –                                                       | F                                                       | KF                                                      | –                                                       | –                                                       | –                                                       | –                                                       | –                                                       | –                                                       | –                                                       | 0 / 3               | 9-3                 |
| Boston | –                | 1R               | KF               | HF               | geen toernooi                                           | geen toernooi                                           | geen toernooi                                           | geen toernooi                                           | geen toernooi                                           | geen toernooi                                           | geen toernooi                                           | –                                                       | –                                                       | –                                                       | geen toernooi                                           | geen toernooi                                           | geen toernooi                                           | geen toernooi                                           | geen toernooi                                           | geen toernooi                                           | geen toernooi                                           | 0 / 3               | 5-3                 |
| Charleston | g.t.             | g.t.             | W                | –                | geen toernooi                                           | geen toernooi                                           | geen toernooi                                           | geen toernooi                                           | geen toernooi                                           | geen toernooi                                           | geen toernooi                                           | geen toernooi                                           | geen toernooi                                           | geen toernooi                                           | geen toernooi                                           | geen toernooi                                           | geen toernooi                                           | geen toernooi                                           | geen toernooi                                           | geen toernooi                                           | geen toernooi                                           | 1 / 1               | 5-0                 |
| Delray Beach | geen toernooi    | geen toernooi    | geen toernooi    | geen toernooi    | geen toernooi                                           | geen toernooi                                           | geen toernooi                                           | geen toernooi                                           | geen toernooi                                           | geen toernooi                                           | geen toernooi                                           | geen toernooi                                           | geen toernooi                                           | –                                                       | –                                                       | –                                                       | –                                                       | –                                                       | –                                                       | –                                                       | KF                                                      | 0 / 1               | 2-1                 |
| Florence | –                | 2R               | –                | –                | –                                                       | –                                                       | –                                                       | –                                                       | –                                                       | geen toernooi                                           | geen toernooi                                           | geen toernooi                                           | geen toernooi                                           | geen toernooi                                           | geen toernooi                                           | geen toernooi                                           | geen toernooi                                           | geen toernooi                                           | geen toernooi                                           | geen toernooi                                           | geen toernooi                                           | 0 / 1               | 1-1                 |
| Forest Hills | –                | –                | W                | HF               | –                                                       | geen toernooi                                           | geen toernooi                                           | geen toernooi                                           | geen toernooi                                           | geen toernooi                                           | geen toernooi                                           | geen toernooi                                           | geen toernooi                                           | geen toernooi                                           | geen toernooi                                           | geen toernooi                                           | geen toernooi                                           | geen toernooi                                           | geen toernooi                                           | geen toernooi                                           | geen toernooi                                           | 1 / 2               | 9-1                 |
| Halle | geen toernooi    | geen toernooi    | geen toernooi    | geen toernooi    | geen toernooi                                           | geen toernooi                                           | geen toernooi                                           | 1R                                                      | –                                                       | –                                                       | –                                                       | –                                                       | –                                                       | –                                                       | –                                                       | –                                                       | –                                                       | –                                                       | –                                                       | –                                                       | –                                                       | 0 / 1               | 0-1                 |
| Hongkong | –                | –                | g.t.             | g.t.             | –                                                       | –                                                       | –                                                       | –                                                       | –                                                       | –                                                       | –                                                       | –                                                       | –                                                       | W                                                       | –                                                       | –                                                       | –                                                       | geen toernooi                                           | geen toernooi                                           | geen toernooi                                           | geen toernooi                                           | 1 / 1               | 5-0                 |
| Houston | geen toernooi    | geen toernooi    | geen toernooi    | geen toernooi    | geen toernooi                                           | geen toernooi                                           | geen toernooi                                           | geen toernooi                                           | geen toernooi                                           | geen toernooi                                           | geen toernooi                                           | geen toernooi                                           | geen toernooi                                           | geen toernooi                                           | geen toernooi                                           | –                                                       | HF                                                      | W                                                       | –                                                       | KF                                                      | –                                                       | 1 / 3               | 10-2                |
| Indianapolis | –                | 3R               | geen toernooi    | geen toernooi    | geen toernooi                                           | geen toernooi                                           | geen toernooi                                           | geen toernooi                                           | geen toernooi                                           | geen toernooi                                           | geen toernooi                                           | geen toernooi                                           | geen toernooi                                           | geen toernooi                                           | geen toernooi                                           | geen toernooi                                           | geen toernooi                                           | geen toernooi                                           | geen toernooi                                           | geen toernooi                                           | geen toernooi                                           | 0 / 1               | 2-1                 |
| Itaparica | –                | W                | –                | –                | –                                                       | geen toernooi                                           | geen toernooi                                           | geen toernooi                                           | geen toernooi                                           | geen toernooi                                           | geen toernooi                                           | geen toernooi                                           | geen toernooi                                           | geen toernooi                                           | geen toernooi                                           | geen toernooi                                           | geen toernooi                                           | geen toernooi                                           | geen toernooi                                           | geen toernooi                                           | geen toernooi                                           | 1 / 1               | 5-0                 |
| La Quinta | 2R               | geen toernooi    | geen toernooi    | geen toernooi    | geen toernooi                                           | geen toernooi                                           | geen toernooi                                           | geen toernooi                                           | geen toernooi                                           | geen toernooi                                           | geen toernooi                                           | geen toernooi                                           | geen toernooi                                           | geen toernooi                                           | geen toernooi                                           | geen toernooi                                           | geen toernooi                                           | geen toernooi                                           | geen toernooi                                           | geen toernooi                                           | geen toernooi                                           | 0 / 1               | 1-1                 |
| Livingston | –                | –                | W                | –                | geen toernooi                                           | geen toernooi                                           | geen toernooi                                           | geen toernooi                                           | geen toernooi                                           | geen toernooi                                           | geen toernooi                                           | geen toernooi                                           | geen toernooi                                           | geen toernooi                                           | geen toernooi                                           | geen toernooi                                           | geen toernooi                                           | geen toernooi                                           | geen toernooi                                           | geen toernooi                                           | geen toernooi                                           | 1 / 1               | 5-0                 |
| Londen | –                | –                | –                | –                | –                                                       | –                                                       | –                                                       | –                                                       | –                                                       | –                                                       | –                                                       | –                                                       | –                                                       | –                                                       | 3R                                                      | –                                                       | –                                                       | HF                                                      | 2R                                                      | –                                                       | 1R                                                      | 0 / 4               | 4-4                 |
| Los Angeles | –                | KF               | F                | –                | –                                                       | –                                                       | –                                                       | –                                                       | KF                                                      | –                                                       | –                                                       | 1R                                                      | W                                                       | F                                                       | –                                                       | W                                                       | W                                                       | –                                                       | KF                                                      | W                                                       | KF                                                      | 4 / 11              | 36-7                |
| Lyon | g.t.             | –                | –                | –                | –                                                       | –                                                       | –                                                       | –                                                       | –                                                       | –                                                       | –                                                       | –                                                       | –                                                       | –                                                       | HF                                                      | –                                                       | –                                                       | –                                                       | –                                                       | –                                                       | –                                                       | 0 / 1               | 3-1                 |
| Milaan | –                | –                | –                | –                | –                                                       | –                                                       | 1R                                                      | ATP Championship Series                                 | ATP Championship Series                                 | ATP Championship Series                                 | ATP Championship Series                                 | ATP Championship Series                                 | geen toernooi                                           | geen toernooi                                           | geen toernooi                                           | –                                                       | –                                                       | –                                                       | –                                                       | –                                                       | g.t.                                                    | 0 / 1               | 0-1                 |
| Memphis | –                | 1R               | W                | 3R               | –                                                       | –                                                       | ATP Championship Series / ATP International Series Gold | ATP Championship Series / ATP International Series Gold | ATP Championship Series / ATP International Series Gold | ATP Championship Series / ATP International Series Gold | ATP Championship Series / ATP International Series Gold | ATP Championship Series / ATP International Series Gold | ATP Championship Series / ATP International Series Gold | ATP Championship Series / ATP International Series Gold | ATP Championship Series / ATP International Series Gold | ATP Championship Series / ATP International Series Gold | ATP Championship Series / ATP International Series Gold | ATP Championship Series / ATP International Series Gold | ATP Championship Series / ATP International Series Gold | ATP Championship Series / ATP International Series Gold | ATP Championship Series / ATP International Series Gold | 1 / 3               | 6-2                 |
| München | –                | –                | –                | –                | –                                                       | –                                                       | –                                                       | –                                                       | –                                                       | –                                                       | –                                                       | –                                                       | F                                                       | –                                                       | –                                                       | –                                                       | –                                                       | –                                                       | –                                                       | –                                                       | –                                                       | 0 / 1               | 4-1                 |
| Osaka | geen toernooi    | geen toernooi    | geen toernooi    | geen toernooi    | geen toernooi                                           | geen toernooi                                           | geen toernooi                                           | –                                                       | HF                                                      | geen toernooi                                           | geen toernooi                                           | geen toernooi                                           | geen toernooi                                           | geen toernooi                                           | geen toernooi                                           | geen toernooi                                           | geen toernooi                                           | geen toernooi                                           | geen toernooi                                           | geen toernooi                                           | geen toernooi                                           | 0 / 1               | 3-1                 |
| Ostrava | geen toernooi    | geen toernooi    | geen toernooi    | geen toernooi    | geen toernooi                                           | geen toernooi                                           | geen toernooi                                           | geen toernooi                                           | –                                                       | –                                                       | –                                                       | –                                                       | W                                                       | geen toernooi                                           | geen toernooi                                           | geen toernooi                                           | geen toernooi                                           | geen toernooi                                           | geen toernooi                                           | geen toernooi                                           | geen toernooi                                           | 1 / 1               | 5-0                 |
| Orlando | g.t.             | g.t.             | KF               | W                | –                                                       | W                                                       | geen toernooi                                           | geen toernooi                                           | geen toernooi                                           | geen toernooi                                           | geen toernooi                                           | geen toernooi                                           | geen toernooi                                           | geen toernooi                                           | geen toernooi                                           | geen toernooi                                           | geen toernooi                                           | geen toernooi                                           | geen toernooi                                           | geen toernooi                                           | geen toernooi                                           | 2 / 3               | 12-1                |
| Philadelphia | –                | 1R               | –                | HF               | ATP Championship Series / ATP International Series Gold | ATP Championship Series / ATP International Series Gold | ATP Championship Series / ATP International Series Gold | ATP Championship Series / ATP International Series Gold | ATP Championship Series / ATP International Series Gold | ATP Championship Series / ATP International Series Gold | ATP Championship Series / ATP International Series Gold | ATP Championship Series / ATP International Series Gold | ATP Championship Series / ATP International Series Gold | geen toernooi                                           | geen toernooi                                           | geen toernooi                                           | geen toernooi                                           | geen toernooi                                           | geen toernooi                                           | geen toernooi                                           | geen toernooi                                           | 0 / 2               | 3-2                 |
| San Francisco | –                | –                | –                | –                | W                                                       | HF                                                      | –                                                       | W                                                       | geen toernooi                                           | geen toernooi                                           | geen toernooi                                           | geen toernooi                                           | geen toernooi                                           | geen toernooi                                           | geen toernooi                                           | geen toernooi                                           | geen toernooi                                           | geen toernooi                                           | geen toernooi                                           | geen toernooi                                           | geen toernooi                                           | 2 / 3               | 13-1                |
| San José | geen toernooi    | geen toernooi    | geen toernooi    | geen toernooi    | geen toernooi                                           | geen toernooi                                           | geen toernooi                                           | geen toernooi                                           | –                                                       | W                                                       | F                                                       | HF                                                      | W                                                       | 2R                                                      | –                                                       | F                                                       | F                                                       | W                                                       | HF                                                      | KF                                                      | –                                                       | 3 / 10              | 36-7                |
| Sankt Pölten | geen toernooi    | geen toernooi    | geen toernooi    | geen toernooi    | geen toernooi                                           | geen toernooi                                           | geen toernooi                                           | geen toernooi                                           | –                                                       | –                                                       | –                                                       | –                                                       | –                                                       | –                                                       | –                                                       | –                                                       | –                                                       | –                                                       | 1R                                                      | –                                                       | g.t.                                                    | 0 / 1               | 0-1                 |
| Schenectady | –                | 1R               | –                | –                | –                                                       | –                                                       | –                                                       | –                                                       | –                                                       | geen toernooi                                           | geen toernooi                                           | geen toernooi                                           | geen toernooi                                           | geen toernooi                                           | geen toernooi                                           | geen toernooi                                           | geen toernooi                                           | geen toernooi                                           | geen toernooi                                           | geen toernooi                                           | geen toernooi                                           | 0 / 1               | 0-1                 |
| Scottsdale | 1R               | –                | –                | –                | g.t.                                                    | g.t.                                                    | 2R                                                      | W                                                       | W                                                       | –                                                       | –                                                       | 1R                                                      | W                                                       | HF                                                      | 2R                                                      | 1R                                                      | W                                                       | 1R                                                      | –                                                       | –                                                       | –                                                       | 4 / 11              | 25-7                |
| Seoel | –                | F                | 2R               | –                | –                                                       | –                                                       | –                                                       | –                                                       | –                                                       | –                                                       | –                                                       | geen toernooi                                           | geen toernooi                                           | geen toernooi                                           | geen toernooi                                           | geen toernooi                                           | geen toernooi                                           | geen toernooi                                           | geen toernooi                                           | geen toernooi                                           | geen toernooi                                           | 0 / 2               | 5-2                 |
| Shanghai | geen toernooi    | geen toernooi    | geen toernooi    | geen toernooi    | geen toernooi                                           | geen toernooi                                           | geen toernooi                                           | geen toernooi                                           | geen toernooi                                           | geen toernooi                                           | –                                                       | –                                                       | –                                                       | –                                                       | –                                                       | 1R                                                      | g.t.                                                    | –                                                       | –                                                       | g.t.'                                                   | g.t.'                                                   | 0 / 1               | 0-1                 |
| Sint-Petersburg | geen toernooi    | geen toernooi    | geen toernooi    | geen toernooi    | geen toernooi                                           | geen toernooi                                           | geen toernooi                                           | geen toernooi                                           | geen toernooi                                           | –                                                       | –                                                       | –                                                       | –                                                       | –                                                       | –                                                       | –                                                       | 2R                                                      | –                                                       | –                                                       | –                                                       | –                                                       | 0 / 1               | 1-1                 |
| Stockholm | hogere categorie | hogere categorie | hogere categorie | hogere categorie | hogere categorie                                        | hogere categorie                                        | hogere categorie                                        | hogere categorie                                        | hogere categorie                                        | –                                                       | –                                                       | –                                                       | –                                                       | –                                                       | –                                                       | –                                                       | –                                                       | –                                                       | F                                                       | –                                                       | –                                                       | 0 / 1               | 4-1                 |
| Stratton Mountain | KF               | HF               | W                | 3R               | geen toernooi                                           | geen toernooi                                           | geen toernooi                                           | geen toernooi                                           | geen toernooi                                           | geen toernooi                                           | geen toernooi                                           | geen toernooi                                           | geen toernooi                                           | geen toernooi                                           | geen toernooi                                           | geen toernooi                                           | geen toernooi                                           | geen toernooi                                           | geen toernooi                                           | geen toernooi                                           | geen toernooi                                           | 1 / 4               | 15-3                |
| Stuttgart Outdoor | –                | –                | W                | –                | ATP Championship Series / ATP International Series Gold | ATP Championship Series / ATP International Series Gold | ATP Championship Series / ATP International Series Gold | ATP Championship Series / ATP International Series Gold | ATP Championship Series / ATP International Series Gold | ATP Championship Series / ATP International Series Gold | ATP Championship Series / ATP International Series Gold | ATP Championship Series / ATP International Series Gold | ATP Championship Series / ATP International Series Gold | ATP Championship Series / ATP International Series Gold | ATP Championship Series / ATP International Series Gold | ATP Championship Series / ATP International Series Gold | –                                                       | ATP Int'l Series Gold                                   | ATP Int'l Series Gold                                   | ATP Int'l Series Gold                                   | ATP Int'l Series Gold                                   | 1 / 1               | 5-0                 |
| Tampa Indoor | geen toernooi    | geen toernooi    | geen toernooi    | geen toernooi    | geen toernooi                                           | –                                                       | KF                                                      | –                                                       | geen toernooi                                           | geen toernooi                                           | geen toernooi                                           | geen toernooi                                           | geen toernooi                                           | geen toernooi                                           | geen toernooi                                           | geen toernooi                                           | geen toernooi                                           | geen toernooi                                           | geen toernooi                                           | geen toernooi                                           | geen toernooi                                           | 0 / 1               | 2-1                 |
| Tokio Indoor | hogere categorie | hogere categorie | hogere categorie | 2R               | ATP Championship Series                                 | ATP Championship Series                                 | ATP Championship Series                                 | ATP Championship Series                                 | ATP Championship Series                                 | ATP Championship Series                                 | geen toernooi                                           | geen toernooi                                           | geen toernooi                                           | geen toernooi                                           | geen toernooi                                           | geen toernooi                                           | geen toernooi                                           | geen toernooi                                           | geen toernooi                                           | geen toernooi                                           | geen toernooi                                           | 0 / 1               | 1-1                 |
| Tokio Outdoor | 1R               | KF               | –                | –                | ATP Championship Series                                 | ATP Championship Series                                 | ATP Championship Series                                 | ATP Championship Series                                 | ATP Championship Series                                 | ATP Championship Series                                 | ATP Championship Series                                 | ATP Championship Series                                 | ATP International Series Gold                           | ATP International Series Gold                           | ATP International Series Gold                           | ATP International Series Gold                           | ATP International Series Gold                           | ATP International Series Gold                           | ATP International Series Gold                           | ATP International Series Gold                           | ATP International Series Gold                           | 0 / 2               | 3-2                 |
| Washington | –                | 1R               | –                | –                | ATP Championship Series / ATP International Series Gold | ATP Championship Series / ATP International Series Gold | ATP Championship Series / ATP International Series Gold | ATP Championship Series / ATP International Series Gold | ATP Championship Series / ATP International Series Gold | ATP Championship Series / ATP International Series Gold | ATP Championship Series / ATP International Series Gold | ATP Championship Series / ATP International Series Gold | ATP Championship Series / ATP International Series Gold | ATP Championship Series / ATP International Series Gold | ATP Championship Series / ATP International Series Gold | ATP Championship Series / ATP International Series Gold | ATP Championship Series / ATP International Series Gold | HF                                                      | HF                                                      | –                                                       | 2R                                                      | 0 / 4               | 6-4                 |
| WCT Finals Dallas | –                | –                | –                | KF               | geen toernooi                                           | geen toernooi                                           | geen toernooi                                           | geen toernooi                                           | geen toernooi                                           | geen toernooi                                           | geen toernooi                                           | geen toernooi                                           | geen toernooi                                           | geen toernooi                                           | geen toernooi                                           | geen toernooi                                           | geen toernooi                                           | geen toernooi                                           | geen toernooi                                           | geen toernooi                                           | geen toernooi                                           | 0 / 1               | 0-1                 |
| WCT Houston | 2R               | geen toernooi    | geen toernooi    | geen toernooi    | geen toernooi                                           | geen toernooi                                           | geen toernooi                                           | geen toernooi                                           | geen toernooi                                           | geen toernooi                                           | geen toernooi                                           | geen toernooi                                           | geen toernooi                                           | geen toernooi                                           | geen toernooi                                           | geen toernooi                                           | geen toernooi                                           | geen toernooi                                           | geen toernooi                                           | geen toernooi                                           | geen toernooi                                           | 0 / 1               | 1-1                 |
| Wenen | –                | –                | –                | –                | –                                                       | –                                                       | –                                                       | –                                                       | W                                                       | –                                                       | ATP Championship Series / ATP International Series Gold | ATP Championship Series / ATP International Series Gold | ATP Championship Series / ATP International Series Gold | ATP Championship Series / ATP International Series Gold | ATP Championship Series / ATP International Series Gold | ATP Championship Series / ATP International Series Gold | ATP Championship Series / ATP International Series Gold | ATP Championship Series / ATP International Series Gold | ATP Championship Series / ATP International Series Gold | ATP Championship Series / ATP International Series Gold | ATP Championship Series / ATP International Series Gold | 1 / 1               | 5-0                 |
| winst-verlies | 5-5              | 24-12            | 41-4             | 18-7             | 5-0                                                     | 8-1                                                     | 8-3                                                     | 10-1                                                    | 17-3                                                    | 9-1                                                     | 4-1                                                     | 4-4                                                     | 31-3                                                    | 15-4                                                    | 6-4                                                     | 9-4                                                     | 18-3                                                    | 16-3                                                    | 12-6                                                    | 9-2                                                     | 4-4                                                     | 27 / 102            | 273-75              |
| Davis Cup |                  |                  |                  |                  |                                                         |                                                         |                                                         |                                                         |                                                         |                                                         |                                                         |                                                         |                                                         |                                                         |                                                         |                                                         |                                                         |                                                         |                                                         |                                                         |                                                         |                     |                     |
| Davis Cup | –                | –                | 3-0              | 4-2              | 2-2                                                     | 3-0                                                     | 7-0                                                     | 1-0                                                     | –                                                       | 2-0                                                     | –                                                       | 2-0                                                     | 2-1                                                     | –                                                       | 4-0                                                     | –                                                       | –                                                       | –                                                       | –                                                       | 0-1                                                     | –                                                       | 2 / 11              | 30-6                |
| World Team Cup |                  |                  |                  |                  |                                                         |                                                         |                                                         |                                                         |                                                         |                                                         |                                                         |                                                         |                                                         |                                                         |                                                         |                                                         |                                                         |                                                         |                                                         |                                                         |                                                         |                     |                     |
| World Team Cup | –                | –                | –                | –                | –                                                       | –                                                       | –                                                       | –                                                       | –                                                       | –                                                       | –                                                       | –                                                       | –                                                       | 0-1                                                     | –                                                       | –                                                       | –                                                       | –                                                       | –                                                       | –                                                       | –                                                       | 0 / 1               | 0-1                 |
| Carrièrestatistieken |                  |                  |                  |                  |                                                         |                                                         |                                                         |                                                         |                                                         |                                                         |                                                         |                                                         |                                                         |                                                         |                                                         |                                                         |                                                         |                                                         |                                                         |                                                         |                                                         |                     |                     |
| | 1986             | 1987             | 1988             | 1989             | 1990                                                    | 1991                                                    | 1992                                                    | 1993                                                    | 1994                                                    | 1995                                                    | 1996                                                    | 1997                                                    | 1998                                                    | 1999                                                    | 2000                                                    | 2001                                                    | 2002                                                    | 2003                                                    | 2004                                                    | 2005                                                    | 2006                                                    | w-v                 | w-v                 |
| ATP-toernooien gespeeld | 6                | 18               | 17               | 17               | 14                                                      | 19                                                      | 19                                                      | 14                                                      | 19                                                      | 17                                                      | 17                                                      | 13                                                      | 23                                                      | 19                                                      | 17                                                      | 18                                                      | 16                                                      | 13                                                      | 14                                                      | 14                                                      | 8                                                       | Carrière-totaal:332 | Carrière-totaal:332 |
| ATP-finales | 0                | 2                | 7                | 2                | 6                                                       | 3                                                       | 3                                                       | 2                                                       | 6                                                       | 11                                                      | 4                                                       | 0                                                       | 10                                                      | 8                                                       | 7                                                       | 5                                                       | 7                                                       | 4                                                       | 2                                                       | 3                                                       | 0                                                       | Carrière-totaal: 92 | Carrière-totaal: 92 |
| titels per jaar | 0                | 1                | 6                | 1                | 4                                                       | 2                                                       | 3                                                       | 2                                                       | 5                                                       | 7                                                       | 3                                                       | 0                                                       | 5                                                       | 5                                                       | 1                                                       | 4                                                       | 5                                                       | 4                                                       | 1                                                       | 1                                                       | 0                                                       | Carrière-totaal: 60 | Carrière-totaal: 60 |
| totaal w-v | 5-6              | 26-17            | 63-11            | 41-19            | 45-12                                                   | 39-17                                                   | 42-15                                                   | 33-11                                                   | 52-14                                                   | 73-9                                                    | 38-14                                                   | 12-12                                                   | 68-18                                                   | 63-14                                                   | 40-15                                                   | 45-15                                                   | 53-12                                                   | 47-10                                                   | 37-13                                                   | 38-12                                                   | 10-8                                                    | 870-274             | 870-274             |
| Statistieken per ondergrond                                                                                                  |                  |                  |                  |                  |                                                         |                                                         |                                                         |                                                         |                                                         |                                                         |                                                         |                                                         |                                                         |                                                         |                                                         |                                                         |                                                         |                                                         |                                                         |                                                         |                                                         |                     |                     |
| hardcourt w-v | 4–5              | 21–10            | 33–6             | 20–6             | 26–5                                                    | 17–7                                                    | 19–7                                                    | 27–8                                                    | 29–6                                                    | 53–3                                                    | 34–7                                                    | 11–10                                                   | 47–10                                                   | 41–9                                                    | 25–9                                                    | 35–10                                                   | 36–7                                                    | 32–6                                                    | 37–10                                                   | 32–8                                                    | 8–6                                                     | 587–155             | 46/210              |
| gravel w-v | 0–0              | 5–5              | 29–3             | 13–4             | 9–4                                                     | 10–4                                                    | 15–4                                                    | 2–1                                                     | 4–4                                                     | 11–3                                                    | 2–2                                                     | 1–1                                                     | 5–3                                                     | 9–2                                                     | 4–3                                                     | 5–4                                                     | 13–2                                                    | 9–2                                                     | 0–2                                                     | 6–4                                                     | 0–0                                                     | 152–57              | 7/63                |
| gras w-v | 0–0              | 0–1              | 0–0              | 0–0              | 0–0                                                     | 4–1                                                     | 7–0                                                     | 4–2                                                     | 3–1                                                     | 5–1                                                     | 0–1                                                     | 0–0                                                     | 1–1                                                     | 6–1                                                     | 6–2                                                     | 5–1                                                     | 1–1                                                     | 6–2                                                     | 0–1                                                     | 0–0                                                     | 2–2                                                     | 50–18               | 1/17                |
| tapijt w-v | 1–1              | 0–1              | 1–2              | 8–9              | 10–3                                                    | 8–5                                                     | 1–4                                                     | 0–0                                                     | 16–3                                                    | 4–2                                                     | 2–4                                                     | 0–1                                                     | 15–4                                                    | 7–2                                                     | 5–1                                                     | 0–0                                                     | 3–2                                                     | 0–0                                                     | 0–0                                                     | 0–0                                                     | 0–0                                                     | 81–44               | 6/42                |
| Eindejaarsranking | 91               | 25               | 3                | 7                | 4                                                       | 10                                                      | 9                                                       | 24                                                      | 2                                                       | 2                                                       | 8                                                       | 122                                                     | 6                                                       | 1                                                       | 6                                                       | 3                                                       | 2                                                       | 4                                                       | 8                                                       | 7                                                       | 150                                                     |                     |                     |

### Mannendubbelspel
| Toernooi        | 1987 |    | 1992 |
| --------------- | ---- | -- | ---- |
| Australian Open | –    | –  |      |
| Roland Garros   | –    | KF |      |
| Wimbledon       | –    | –  |      |
| US Open         | 1R   | –  |      |